# Tapís de la National Gallery de Washington (Joan Miró)
El Tapís de la National Gallery de Washington o Dona és un tapís fet per Joan Miró i Ferrà i Josep Royo i que actualment es conserva a la National Gallery of Art de Washington, D.C.. La NGA el va encarregar el 1976 i l'artista l'entregà un any després amb el títol de Dona. Té un pes total de 2040 lliures. Va ser finançat pel comité de col·leccionistes i per George L. Erion. Actualment (2014) no es troba en exposició. Quan es trobava a l'exposició permanent estava exposat a l'ala Est de la galeria.
Va ser retirar de l'exposició permanent el 2003, amb motiu del 25è aniversari de la galeria est (I. M. Pei's East Building). Va ser substituït per Color Panels for a Large Wall una obra d'Ellsworth Kelly.